# Johnrehnia geniculuteola
Johnrehnia geniculuteola är en kackerlacksart som beskrevs av Roth, L. M. 2000. Johnrehnia geniculuteola ingår i släktet Johnrehnia och familjen småkackerlackor. Inga underarter finns listade i Catalogue of Life.